# Ectropotheciopsis
Ectropotheciopsis là một chi rêu trong họ Hypnaceae.